# Macrocoma splendidula
Macrocoma splendidula es una especie de insecto coleóptero de la familia Chrysomelidae.
Fue descrita científicamente en 1862 por Wollaston.